# Miss Mundo Brasil 2001
Miss Mundo Brasil 2001 foi a 16ª edição de um concurso de beleza feminino específico para a eleição da brasileira ao concurso de Miss Mundo e o 42º ano de participação do Brasil na disputa internacional. Esta edição ocorreu pela primeira vez no Estado de Pernambuco, tendo sua final realizada no "Shopping Guararapes", em Jaboatão dos Guararapes sob a organização da "Gaeta Promoções & Eventos" em parceria com o coordenador do "Miss Pernambuco", Miguel Braga. Disputaram o título vinte e sete (27) candidatas, sagrando-se vencedora a representante de São Paulo, Joyce Aguiar, primeira negra a obter tal feito.

## Histórico
Em 2001, a "Gaeta Promoções & Eventos" promoveu um concurso nacional exclusivo para o Miss Mundo, com co-produção de Miguel Braga,  coordenador estadual em Pernambuco. O evento aconteceu em Jaboatão dos Guararapes e teve como vitoriosa Joyce Aguiar, de Votuporanga, São Paulo, quem já havia concorrido meses antes na versão Miss Brasil para o Miss Universo, tendo sido classificada em terceiro lugar.
Primeira mulher negra a representar o país no concurso (até o momento a única), Joyce chegou na África do Sul como grande aposta dos sites especializados, ao lado da chilena. Não se classificaram, sendo que a brasileira ficou muito longe disso. Padre Silvio Roberto, coordenador estadual de Joyce na época, afirmou: 
Logo nos primeiros dias de gravações externas, em Zâmbia, a Joyce acidentou-se e foi hospitalizada por muitos dias. Perdeu o ritmo da competição e seu psicológico foi abalado. Ela tinha apenas 18 anos.
Venceu Agbani Darego, da Nigéria, primeira negra africana a ser eleita Miss Mundo. Joyce fez sucesso como modelo na Itália, desfilando para grandes grifes. Casou-se com um jogador de futebol do país, teve dois filhos e até hoje reside no País.

## Resultados

### Colocações
| Colocação                                               | Representação & Candidata |
| ------------------------------------------------------- | --- |
| Vencedora                                               | - São Paulo - Joyce Aguiar |
| 2º. Lugar                                               | - Pernambuco - Débora Daggy |
| 3º. Lugar                                               | - Goiás - Lara Brito |
| Top 10 Semifinalistas (Em ordem final de classificação) | - Santa Catarina - Simone Régis - Paraíba - Sásckya Sabrynna Porto - Minas Gerais - Andréia de Paula - Paraná - Ana Carla de Godoy - Bahia - Oldeane da Fonsêca - Amazonas - Vivian Cavalcanti - Rio de Janeiro - Raquel Faria |

## Candidatas
Abaixo encontra-se a lista completa de candidatas deste ano: 
| - Acre - Joyce Áudria de Oliveira Garcia de Lazaris - Alagoas - Lívia Regina Costa Tavares - Amapá - Jakeline Almeida Amanajás - Amazonas - Vivian Cristina Rodrigues Cavalcanti - Bahia - Oldeane Ribeiro da Fonseca - Brasília - Vanusa Aparecida de Paula - Ceará - Fernanda de Souza Lourenço - Espírito Santo - Ineri Lidig - Goiás - Lara Andressa de Brito - Maranhão - Michele Cristine de Paula - Mato Grosso - Cristina Ramos Lago - Mato Grosso do Sul - Fernanda Friolli Pinto - Minas Gerais - Andréia de Paula Moreira Brito - Pará - Ana Paula da Silva Lessa | - Paraíba - Sásckya Sabrynna Almeida Porto - Paraná - Ana Carla de Godoy - Pernambuco - Débora Michelle de Araújo Daggy - Piauí - Juceline de Souza Nóbrega - Rio de Janeiro - Raquel Santos de Faria - Rio Grande do Norte - Suzana Schott da Silveira - Rio Grande do Sul - Nathália Urdini - Rondônia - Elizângela Alves do Nascimento - Roraima - Anna Carolina de Paula - Santa Catarina - Simone Régis - São Paulo - Joyce Yara Silva Aguiar - Sergipe - Karina da Costa Barreto - Tocantins - Nathália Lourenço Rodrigues |